# Ли Сјаосја
Ли Сјаосја (кин: 李晓霞; Даћинг, 16. јануар 1988) бивша је кинеска стонотенисерка.
Освојила је укупно четири олимпијске медаље од којих су три златне. На Летњим олимпијским играма 2012. је у финалу дисциплине појединачно победила Динг Нинг. У том мечу је виђена контроверза када је судија одузео Динг три бода због нелегалног сервиса. На наредним Олимпијским играма Динг се реванширала Ли у финалу победивши је резултатом 4:3. Такође је освојила девет златних медаља са Светских првенстава.